# 紫橙紅盲鰻
紫橙紅盲鰻（學名：Rubicundus lakeside），為盲鰻科紅盲鰻屬下的一個種，它最初被分類為Eptatretus屬，但2013年的一項分析被重新分類在Rubicundus屬，分布於東南太平洋加拉巴哥群島海域，深度762公尺，身體延長呈圓柱狀，體後方側扁，眼退化為皮膚所覆蓋，無上下頜，體粉紅色，黏液孔總數為80個，體長可達27.5公分，棲息在深海，屬肉食性，沒有交配器官，性腺位於腹膜腔內，卵巢位於性腺的前部，睾丸位於性腺的後部，若性腺的顱部發育，則動物成為雌性；若性腺的尾部發生分化，則動物成為雄性，生活習性不明。